# Pustynia Tatarów
Pustynia Tatarów (Il deserto dei Tartari) – powieść Dina Buzzatiego z 1940 r. Książka zajęła 29 miejsce na liście 100 książek XX wieku według „Le Monde”.

## Treść
Akcja powieści toczy się w bliżej nieokreślonym miejscu i czasie. Główny bohater, Giovanni Drogo, po otrzymaniu patentu oficerskiego w stopniu porucznika zostaje wysłany do twierdzy położonej na odległej pustyni. Liczy na to, że okryje się sławą i zrobi karierę. Na miejscu okazuje się, że służba w fortecy jest monotonna i nudna. Droga ogarnia poczucie bezcelowości. Stacjonujący w forcie żołnierze oczekują na nadejście nieprzyjaciela. Spodziewają się, że lada chwila pojawi się pod murami horda Tatarów, z którymi trzeba będzie walczyć. Ta nadzieja utrzymuje ich przy życiu. Tymczasem mijają tygodnie, a wróg nie nadciąga.